# The Stroke of the Phoebus Eight
The Stroke of the Phoebus Eight è un cortometraggio muto del 1913 diretto da Charles Brabin.

## Produzione
Il film fu prodotto dalla Edison Company.

## Distribuzione
Distribuito dalla General Film Company, il film - un cortometraggio in una bobina - uscì nelle sale cinematografiche statunitensi il 23 settembre 1913. Nel novembre 1913, venne distribuito anche nel Regno Unito.